# دايفيد بيرغر
دايفيد بيرغر (بالألمانية: David Berger)‏ هو أستاذ جامعي وفيلسوف ألماني، ولد في 8 مارس 1968 في فورتسبورغ في ألمانيا.